# Gendarmerie impériale de Paris
La gendarmerie impériale de Paris a été créée en 1813 avec des vétérans des légions de gendarmerie d’Espagne en remplacement de la Garde municipale de Paris dissoute après le coup d'État du général Malet, le 23 octobre 1812.
Elle n’a été active qu’en 1813-1814 et pendant les Cent-Jours.